# Тхилиана (Душетский муниципалитет)
Тхилиана (груз. თხილიანა) — село в Грузии, в муниципалитете Душети края Мцхета-Мтианети. 

## География
Село расположено в северной части края, в 58 километрах по прямой к северо-востоку от центра муниципалитета Душети. Высота центра — 1360 метров над уровнем моря.

## Население
По данным переписи населения 2014 года, в селе проживало 53 человека.
| 2002 | 43 | 21 | 22 |
| 2014 | 53 | 22 | 31 |